# The Smashing Pumpkins
The Smashing Pumpkins egy amerikai alternatívrock-együttes, amely 1988-ban alakult Chicagóban. A felállás sokáig 4 emberből állt: Billy Corgan (ének, gitár), D'arcy Wretzky (basszusgitár), James Iha (gitár) és Jimmy Chamberlin (dob). A zenekar azóta sok tagcserén ment keresztül, jelenleg Corgan, Iha, Chamberlin és Jeff Schroeder (gitár) a tagjai.

## Történet

### A kezdetek (1988-1992)
Billy Corgan, énekes és gitáros egy lemezboltban dolgozott, amikor formálgatni kezdte egy Smashing Pumpkins nevű zenekar ötletét. Itt találkozott James Iha gitárossal, akivel egy dobgép segítségével elkezdtek dalokat írni. A duó első koncertjét 1988. július 9-én adta, ahol még Corgan játszott basszusgitáron. Nem sokkal később csatlakozott hozzájuk D'arcy Wretzky basszusgitáros, majd a korábbi jazzdobos, Jimmy Chamberlin. Első kislemezüket egy helyi chicagói kiadó, a Limited Potential adta ki 1990-ben, ez volt az I Am One. Ezt a Sub Pop által megjelentetett Tristessa követte, majd leszerződtek a Caroline Records-hoz.
Első albumukat, a Gish-t Butch Vig producerrel vették fel. Corgan gyakran maga játszotta fel zenésztársai részeit is a stúdióban (a dobokat kivéve) ami feszültséget keltett a tagok között. A lemez végül 1991 májusában jelent meg, és mérsékelt siker lett. Miután októberben kiadtak egy Lull című EP-t, a zenekar leszerződött a Virgin Records-dzal. A lemezbemutató turné során olyan együttesek előzenekarai voltak, mint a Red Hot Chili Peppers, a Jane’s Addiction vagy a Guns N’ Roses. A koncertsorozat során Iha és Wretzky zűrös szakításon ment keresztül, Chamberlin függőjévé vált az alkoholnak és a kábítószereknek, Corgan pedig depresszióba esett, miközben a következő album dalait írta.

### Mainstream siker (1992-1994)
A grunge hatalmas népszerűségének köszönhetően ekkor tört be az alternatív rock az amerikai mainstreambe, olyan zenekarokkal, mint a Nirvana és a Pearl Jam. Gyakran a Smashing Pumpkinst is egy kalap alá vették ezekkel az együttesekkel, ami ellen Corgan többször is felszólalt. Emellett hatalmas nyomást érzett, hogy előálljon egy áttörést jelentő művel, különben az együttes eltűnik a süllyesztőben.
Második stúdióalbumuk munkálatai Chicagótól messze, Mariettában zajlottak, hogy ne zavarják őket barátok, illetve így Chamberlint is elvágták drogkapcsolataitól. A producer ismét Butch Vig volt. Akárcsak a Gish esetében, itt is Corgan játszotta fel szinte az összes basszusgitárt és gitárt, ami miatt zenésztársai neheztelni kezdtek rá, a zenei sajtó pedig gyakran zsarnokként ábrázolta. A frontember depressziója eközben súlyosabbá vált, öngyilkos gondolatai voltak, amit azzal kompenzált, hogy szinte megállás nélkül dolgozott az albumon. Chamberlin itt is gyorsan új kapcsolatokat épített ki, így előfordult, hogy napokig eltűnt a stúdióból.
A nehézségek ellenére 1993 júliusában megjelent a lemez, Siamese Dream címen és a Billboard-lista 10. helyén debütált. Az albumból csak az USA-ban 4 millió példányt adtak el, és meghozta a zenekar számára a mainstreambe való áttörést, azonban az indie zene körében ezt sokan nem nézték jó szemmel, többen is kritizálták azt a státuszt, amibe a Smashing Pumpkins került a Siamese Dream megjelenése után.
1994-ben kiadtak egy B-oldalas dalokból és ritkaságokból összeállított válogatásalbumot, a Pisces Iscariotot, ami még a Siamese Dreamnél is magasabb helyet ért el. Szintén megjelent egy Vieuphoria című VHS, amin koncertfelvételek és kulisszák mögötti felvételek láthatóak. Emellett a zenekar folyamatosan turnézott, mely során nagynevű fesztiválokon immáron headlinerként léptek fel.

### Mellon Collie and the Infinite Sadness (1995-1996)

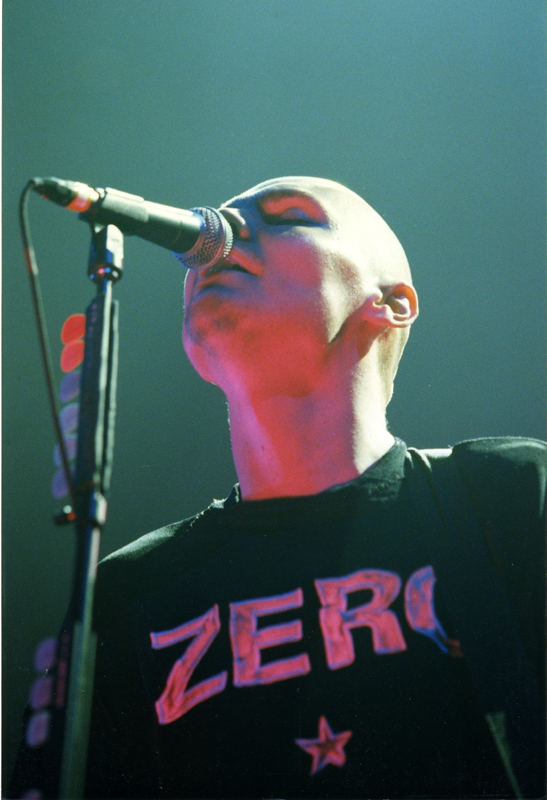
Billy Corgan a Mellon Collie turné alatt.

1995-ben Corgan körülbelül 56 dalt írt, majd a zenekar stúdióba vonult Flood és Alan Moulder producerekkel. Ebből született meg a 28 dalból álló dupla album a Mellon Collie and the Infinite Sadness, amit Corgan úgy írt le, mint "az X-generáció The Wallja". A kritikusok a zenekar legambíciózusabb művének tartották a lemezt, ami a Billboard-lista első helyén debütált 1995 októberében, majd tízszeres platina lett az USA-ban. Hét Grammy-díjra jelölték, köztük a Legjobb albumra, habár csak a legjobb hard rock teljesítményért járó kategóriát nyerték meg Bullet with Butterfly Wings című kislemezükkel. Sok dal, ami nem került fel a Mellon Collie-ra a kislemezek B-oldalán jelent meg, melyeket a The Aeroplane Flies High című box set formájában egyben is kiadtak.
1996-ban a zenekar világ körüli turnéra indult, Corgan ekkori kinézete - borotvált fej, hosszú ujjú, fekete póló "Zero" felirattal, ezüstszínű nadrág - pedig ikonikussá vált. A Smashing Pumpkins az egyik legnépszerűbb együttesként volt számon tartva ekkoriban. Májusban, egy írországi koncertjükön, a zenekar többszöri kérése ellenére, hogy a közönség hagyja abba a mosh pitet, egy 17 éves lány meghalt. Ezután Corgan többször is hangoztatta, hogy a "mosh pit ideje lejárt".
1996. július 11. éjszakáján, egy New York-i hotelszobában Jimmy Chamberlin és a zenekarral turnézó billentyűs, Jonathan Melvoin túladagolták a heroint, aminek következtében Melvoin meghalt, Chamberlint pedig letartóztatták drogbirtoklásért. Pár napra rá, a zenekar kirúgta Chamberlint, a turnét Matt Walker dobossal és Dennis Flemion billentyűssel fejezték be. Corgan később azt mondta, hogy a legrosszabb döntés, amit a zenekar valaha hozott az volt, hogy folytatták a turnézást, ami ártott a zenéjüknek és a hírnevüknek is.

### Adore, Machina és feloszlás (1997-2000)
1997 elején jelent meg Eye című daluk, ami David Lynch Lost Highway - Útvesztőben című filmjében is hallható. A dal drasztikus váltást jelentett a zenekar hangzásában, a benne hallható elektronikus hangszereknek köszönhetően. Szintén ebben az évben a Batman és Robinhoz is hozzájárult az együttes The End Is the Beginning Is the End című számukkal, ami szintén elektronikus ihletésű volt. 1998-ban a dal megnyerte a Best Hard Rock Performance Grammy-díjat.
Corgan válása és anyjának halála után vették fel Adore című következő albumukat, ami 1998 júniusában jelent meg. A lemez jelentős váltás volt a gitár vezérelte rockról az elektronikus zene felé. Többször is hallhatóak dobgépek az albumon, illetve sötétebb hangnem jellemző rá, mint korábbi munkáikra. Azonban a kritikai elismertség ellenére nem sikerült annyi példányt eladni, mint ahogy azt a kiadó várta. A zenekar észak-amerikai lemezbemutató turnéra indult, melynek jegybevételei 100 százalékát különböző jótékonysági szervezeteknek adományozták.
1999-ben visszatért a zenekarba a rehabilitált Jimmy Chamberlin, és az eredeti felállás rövid turnéra indult. 5. stúdióalbumuk munkálatai alatt, 1999 szeptemberében jelentették be D'arcy Wretzky kiválását a zenekarból, akit Melissa Auf der Maurral helyettesítettek. A lemez 2000 elején jelent meg Machina/The Machines of God címen, és az együttes visszatérését jelentette a hagyományosabb rock hangzáshoz az Adore után. A Machina a Billboard 3. helyén debütált, azonban hamar eltűnt onnan és csak 2007-ben lett aranylemez.
2000 májusában, egy interjúban Billy Corgan bejelentette, hogy az év végén a zenekar feloszlik. Utolsó albumuk, a Machina II/The Friends & Enemies of Modern Music 2000 szeptemberében jelent meg. A lemezből mindössze 25 példány adtak ki, azt is barátoknak adták, azzal az utasítással és engedéllyel, hogy az interneten ingyenesen terjesszék. A Machina II Corgan saját kiadója, a Constantinople Records által jelent meg, miután a Virgin elutasította.
4 és fél órás búcsúkoncertjüket 2000. december 2-án adták abban a Metro nevű chicagói klubban, ahol 12 évvel azelőtt először léptek fel a négyes felállásban. Szintén 2000 végén adták ki utolsó, Untitled című kislemezüket.

### A feloszlás után (2001-2004)
2001-ben megjelent a Rotten Apples című válogatásalbum, melynek limitált kiadása tartalmazott egy Judas O című másik lemezt is, rajta B-oldalas dalokkal és ritkaságokkal. A zenekar videóklipjeit tartalmazó Greatest Hits Video Collection című DVD is ekkor jelent meg. 2002-ben a Vieuphoriát is kiadták DVD-n, illetve annak hanganyagát az Earphoria című albumon.
2001-ben Billy Corgan együtt turnézott a New Orderrel, és Get Ready című albumukon is szerepelt vendégénekesként. 2001-ben megalapította a Zwan nevű supergroupot, melynek Jimmy Chamberlin is tagja volt. A zenekar egy albumot adott ki 2003-ban Mary Star of the Sea címen, majd még abban az évben feloszlott. Ezután Corgan 2004-ben kiadta első könyvét, egy Blinking with Fists című verseskötetet, majd 2005-ben első szólóalbumát, a TheFutureEmbrace-t, ami azonban sem kritikailag, sem az eladásokat tekintve nem volt sikeres.
Chamberlin megalapította The Jimmy Chamberlin Complex nevű alternatív rock/fúziós jazz zenekarát, amivel egy albumot ki is adott 2005-ben, Life Begins Again címmel. James Iha belépett az A Perfect Circle nevű szupergroupba. Emellett más projektekben is részt vett, illetve saját kiadójával, a Scratchie Records-dzal is foglalkozott. D'arcy Wretzky 1999 óta egy 2009-es rádiós interjún kívül semmilyen nyilvános szereplést nem vállalt. 2000-ben letartóztatták, miután crack kokaint vásárolt, de a vádakat később ejtették.

### A visszatérés (2005-2008)
Habár a feloszlás utáni pár évben Corgan ragaszkodott ahhoz, hogy a Smashing Pumpkins nem fog újra összeállni, a Zwan megszűnése után elkezdett erről máshogy nyilatkozni. 2005. június 21-én közzétett egy egész oldalas hirdetést a Chicago Tribune-ben, miszerint az a terve, hogy újra összehozza az együttest. „Szeretném visszakapni a zenekaromat, a dalaimat, az álmaimat” - írta ekkor. Corgan és Chamberlin visszatértek a zenekarba, viszont sem Iha, sem Wretzky nem akartak csatlakozni. Az ő helyükre érkezett gitáron Jeff Schroeder, basszusgitáron Ginger Reyes és billentyűn Lisa Harriton.
A visszatérés utáni első koncertjüket 2007. május 22-én adták Párizsban. Szintén ebben a hónapban jelent meg az első kislemez új lemezükről, a Tarantula. A Zeitgeist nevet viselő stúdióalbum végül júliusban jelent meg, és második helyen debütált a Billboard listáján. Kritikailag vegyes fogadtatásban részesült, illetve a rajongókat is megosztatta, mivel sokan hiányolták az eredeti felállást. 2008 januárjában kiadtak egy 4 dalból álló EP-t, az American Gothicot. Később megjelent még két dal, a Superchrist és a G.L.O.W. kislemez formájában, majd novemberben az If All Goes Wrong nevű DVD.

### Teargarden by Kaleidyscope és Oceania (2008-2013)
2008 végén a zenekar 20 éves jubileumi turnéra indult. Ekkoriban Corgan azt hangsúlyozta, hogy a zenekar nem fog többé albumot kiadni, hanem inkább kislemezekre koncentrál majd. 2009 márciusában a frontember bejelentette, hogy Chamberlin kilépett zenekarból. A dobos nem sokkal ezután új együttest alapított Skysaw néven. 2009 júliusában Billy Corgan is új zenekart alapított, melynek neve Spirits in the Sky, és egy tribute zenekar. Az ezt követő hónapban, Corgan bejelentette, hogy Chamberlin helyére a Spirits in the Sky 19 éves dobosa Mike Byrne érkezik, akivel új felvételeken dolgoznak.
A zenekar azt tervezte, hogy kiadnak egy 44 számból álló Teargarden by Kaleidyscope című albumot, melynek dalai egyesével fognak megjelenni ingyenesen az interneten. Az első szám, az A Song for a Son 2009 decemberében jelent meg. 2010 márciusában Ginger Reyes elhagyta az együttest, helyette Nicole Fiorentino csatlakozott basszerosként májusban.
2011. április 26-án Corgan bejelentette, hogy a Pumpkins ősszel új albumot fog kiadni Oceania néven a Teargarden by Kaleidyscope projekt részeként. 2011 novemberében újrakeverve újra kiadták a Gish-t és a Siamese Dream-et. Később ugyanezt tették 2012-ben a Gish előtti demókkal, a Pisces Iscariottal és a Mellon Collie and the Infinite Sadnessszel, 2013-ban a The Aeroplane Flies High-jal, majd 2014-ben az Adore-ral. 2011 októberében egy 13 állomásos amerikai turné után novemberben és decemberben Európában is koncerteztek. 2012 júniusában megjelent az Oceania, pozitív kritikai fogadtatással. A Billboard-listán 4. helyen debütált, és két kislemezt is kiadtak róla. Ezután turnézni indultak, aminek egyik koncertjét rögzítették és az Oceania: Live in NYC koncertlemez formájában adták ki.

### Monuments to an Elegy (2014-2016)
2014 márciusában Billy Corgan bejelentette, hogy leszerződött a BMG-vel két albumra, melyek címe Monuments to an Elegy és Day for Night lesz. Júniusban azt is elmondta, hogy Mike Byrne többé nem tagja a zenekarnak, helyette a Mötley Crüe Tommy Lee-je fog dobolni az új albumon, amin már Fiorentino sem lesz rajta. A Monuments to an Elegy decemberben jelent meg, a kritikák dicsérték. A lemezbemutató turnén a Rage Against the Machine Brad Wilkje és a The Killers Mark Stoermerje kísérte a zenekart dobon és basszusgitáron. A Day for Night megígért megjelenési ideje 2015 vége-2016 eleje volt.
2015 elején a Smashing Pumpkins akusztikus koncerteket adott, majd júliusban és augusztusban közösen turnézott Marilyn Mansonnal. Ez volt a The End Times turné, melyre visszatért Jimmy Chamberlin. 2016 elején Chamberlinnel együtt akusztikus koncertsorozatot indítottak In Plainsong néven, illetve Corgan bejelentette, hogy új dalokon dolgozik, melyek egy új album formájában fognak megjelenni az In Plainsong vége után.

### Iha és Chamberlin visszatérése, Shiny and Oh So Bright (2016-2019)
2016 márciusában James Iha csatlakozott Corganhez, Chamberlinhez és Schroederhez egy Los angelesi koncerten pár szám erejéig. Ez volt az első fellépése a Smashing Pumpkinszal 16 év után. Ezt a gitáros két további vendégszereplése követte, majd júliusban Corgan megemlítette az eredeti felállás összeállásának lehetőségét. Augusztusban azt mondta, hogy 17 év után először beszélt D'arcy Wretzkyvel. Ennek ellenére 2017-ben második szólóalbumán dolgozott, ami októberben Ogilala címen jelent meg. 2018 januárjában Corgan megosztott egy fotót, amin ő, Iha és Chamberlin szerepel, amint a stúdióban dolgoznak. Februárban elmondta, hogy Rick Rubin producerrel új Smashing Pumpkins-dalokat készítenek, majd 2018. február 15-én a zenekar hivatalosan is bejelentette, hogy Chamberlin és Iha visszatértek a zenekarba. Júliusban turnéra indultak Jeff Schroederrel együtt, melynek neve Shiny and Oh So Bright volt, és csak 2000-ig megjelent dalokat játszottak. D'arcy Wretzky azt állította, felajánlották neki, hogy csatlakozzon, de ezt később Corgan visszavonta. A frontember ezt tagadta, szerinte Wretzkyt többször is hívták, hogy játsszon együtt a zenekarral, amit a basszusgitáros mindig halogatott. Ennek következtében a turnén Jack Bates basszusozott helyette, aki korábban már 2015-ben is kísérte az együttest koncertzenészként.
2018 márciusában Corgan még azt mondta, hogy a zenekar két EP-t tervez kiadni 2018-ban. Az első kislemez, a Solara júniusban jelent meg. Szeptemberben végül egy albumot jelentettek be, ami novemberben jelent meg Shiny and Oh So Bright, Vol. 1 / LP: No Past. No Future. No Sun. címen a Napalm Records égisze alatt. A lemez a Billboard-lista 54. helyén nyitott, ami az együttes legrosszabb nyitánya volt a Gish óta.

## Diszkográfia

### Stúdióalbumok
- Gish (1991)
- Siamese Dream (1993)
- Mellon Collie and the Infinite Sadness (1995)
- Adore (1998)
- Machina/The Machines of God (2000)
- Machina II/The Friends & Enemies of Modern Music (2000)
- Zeitgeist (2007)
- Teargarden by Kaleidyscope (2009-2014)
  - Oceania (2012)
  - Monuments to an Elegy (2014)
- Shiny and Oh So Bright, Vol. 1 / LP: No Past. No Future. No Sun. (2018)
- Cyr (2020)
- Atum: A Rock Opera in Three Acts (2023)
- Aghori Mhori Mei (2024)

### Válogatásalbumok
- Siamese Singles (1994)
- Pisces Iscariot (1994)
- The Aeroplane Flies High (1996)
- Rotten Apples (2001)
- Judas O (2001)
- Rarities and B-Sides (2005)

## Fordítás
- Ez a szócikk részben vagy egészben  a   The Smashing Pumpkins című angol Wikipédia-szócikk fordításán alapul.  Az eredeti cikk szerkesztőit annak laptörténete sorolja fel. Ez a jelzés csupán a megfogalmazás eredetét és a szerzői jogokat jelzi, nem szolgál a cikkben szereplő információk forrásmegjelöléseként.

## Külső hivatkozások
- Hivatalos honlap